# São Marcos da Serra
São Marcos da Serra es una freguesia portuguesa del concelho de Silves, Algarve, con 154,90 km² de superficie y 1.535 habitantes (2001). Su densidad de población es de 9,9 hab/km².

## Galería

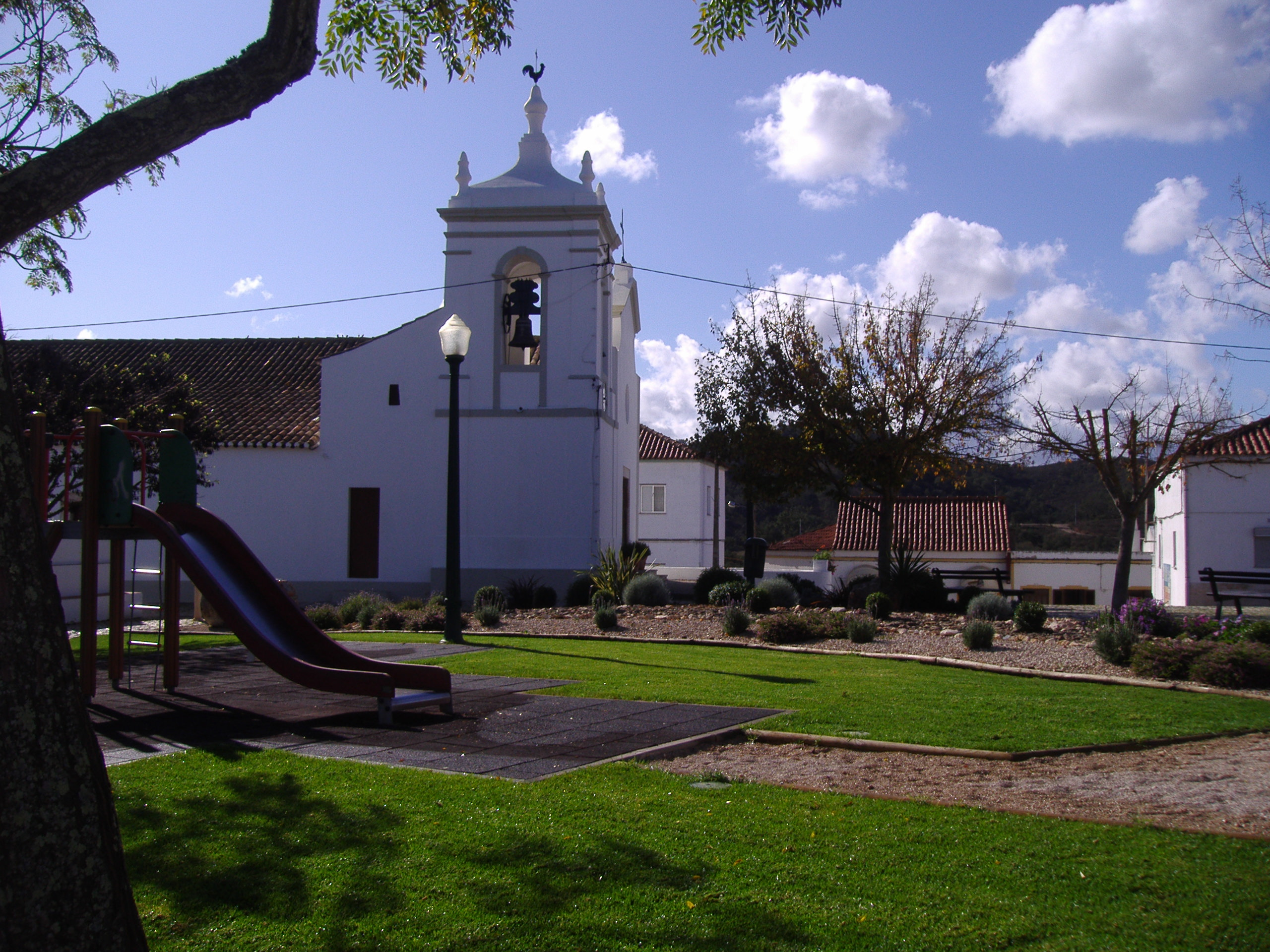
La iglesia parroquial de São Marcos da Serra
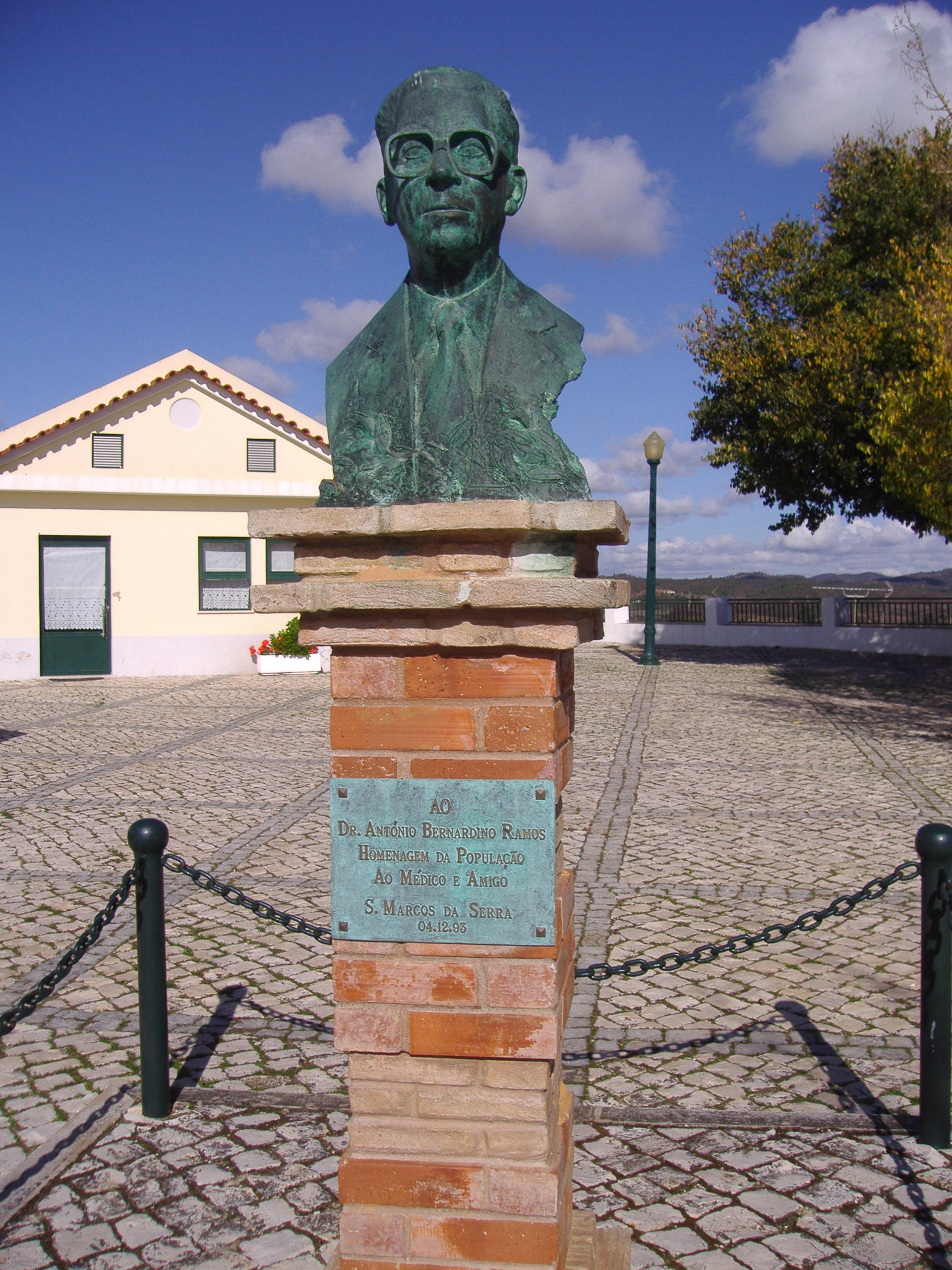
Estatua del famoso Doctor Antonio Bernardino Ramos
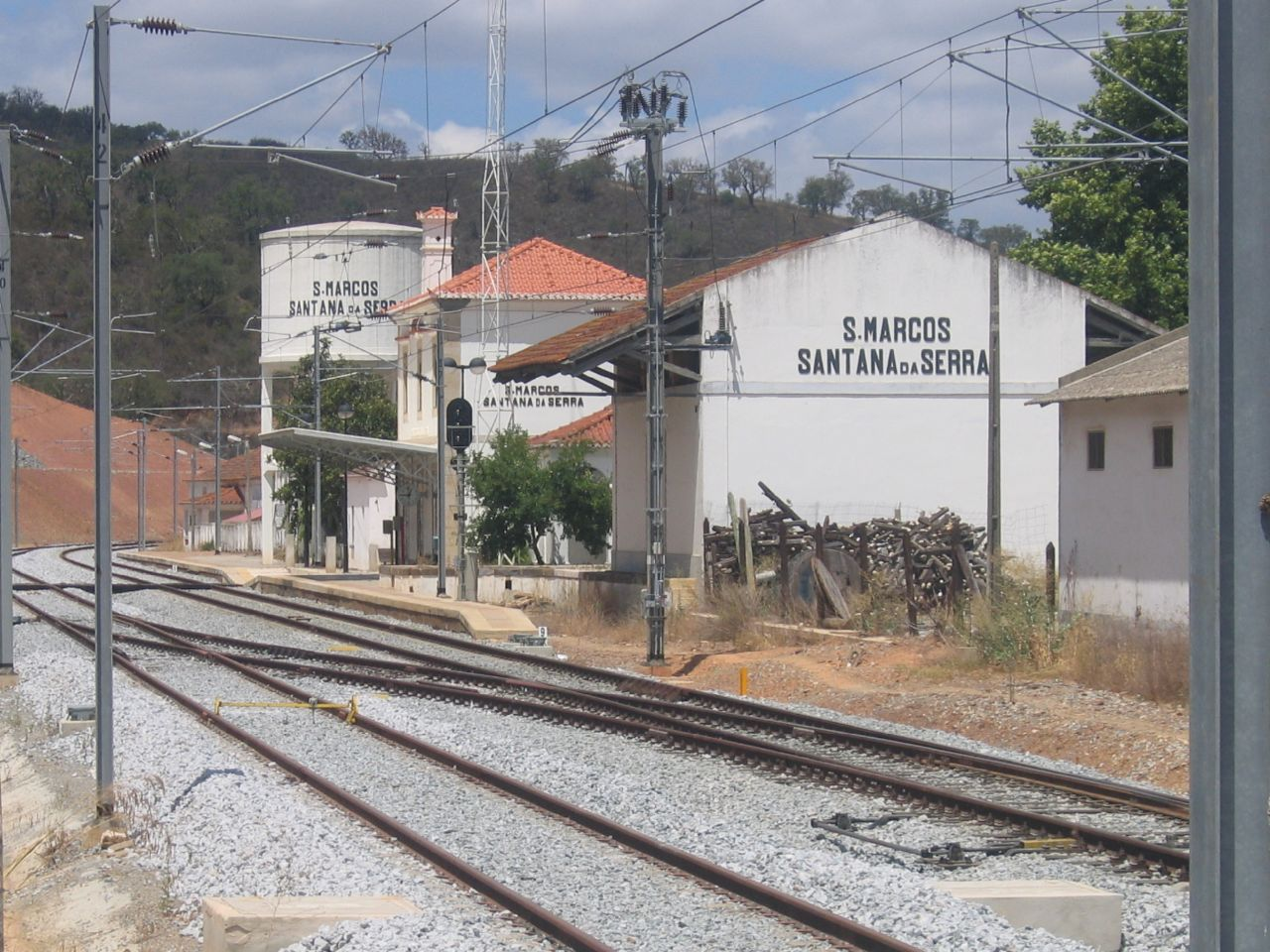
La estación de ferrocarril de São Marcos da Serra
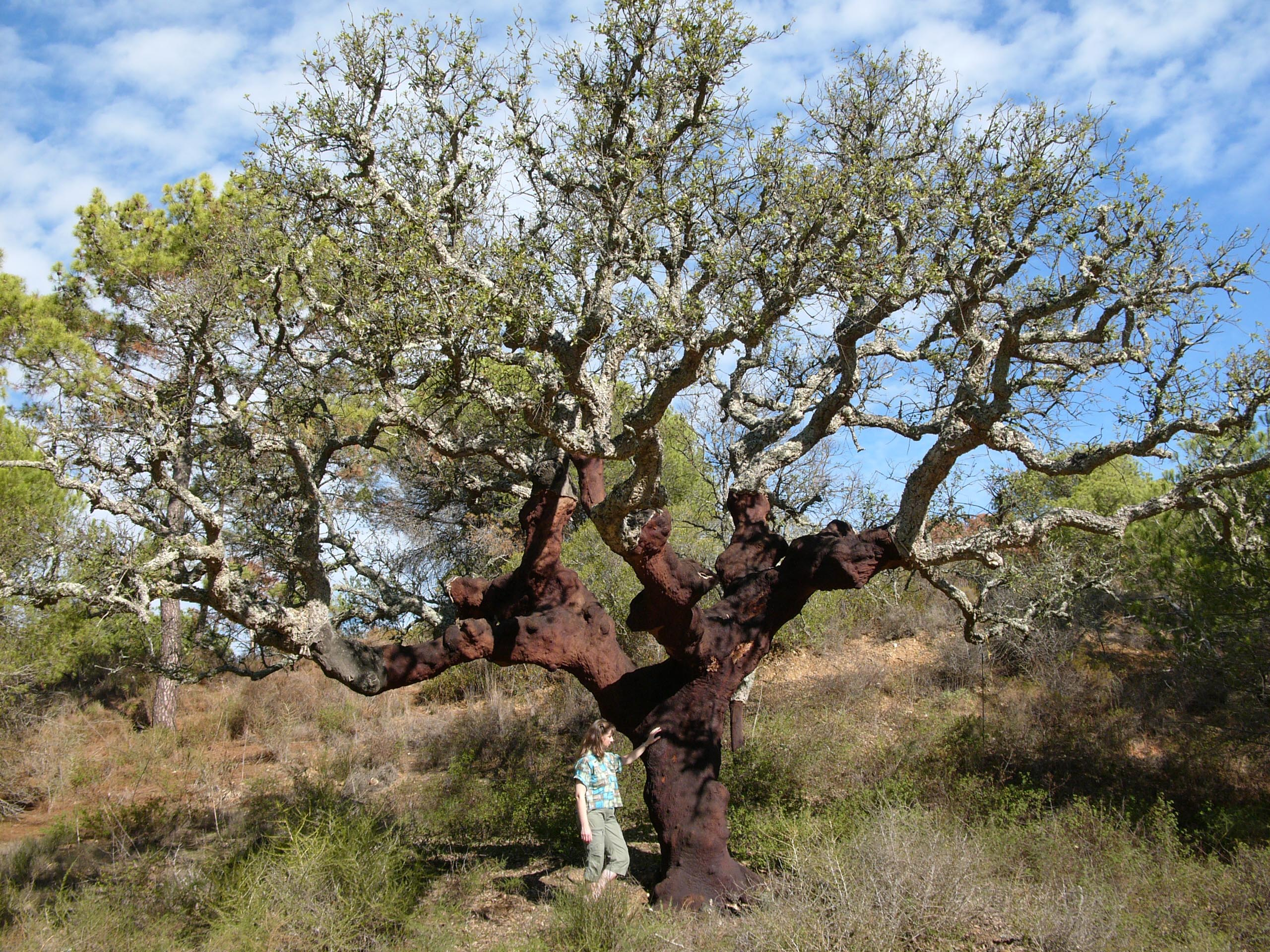
El alcornoque es un árbol común en la región de São Marcos da Serra